# 內拉山脈

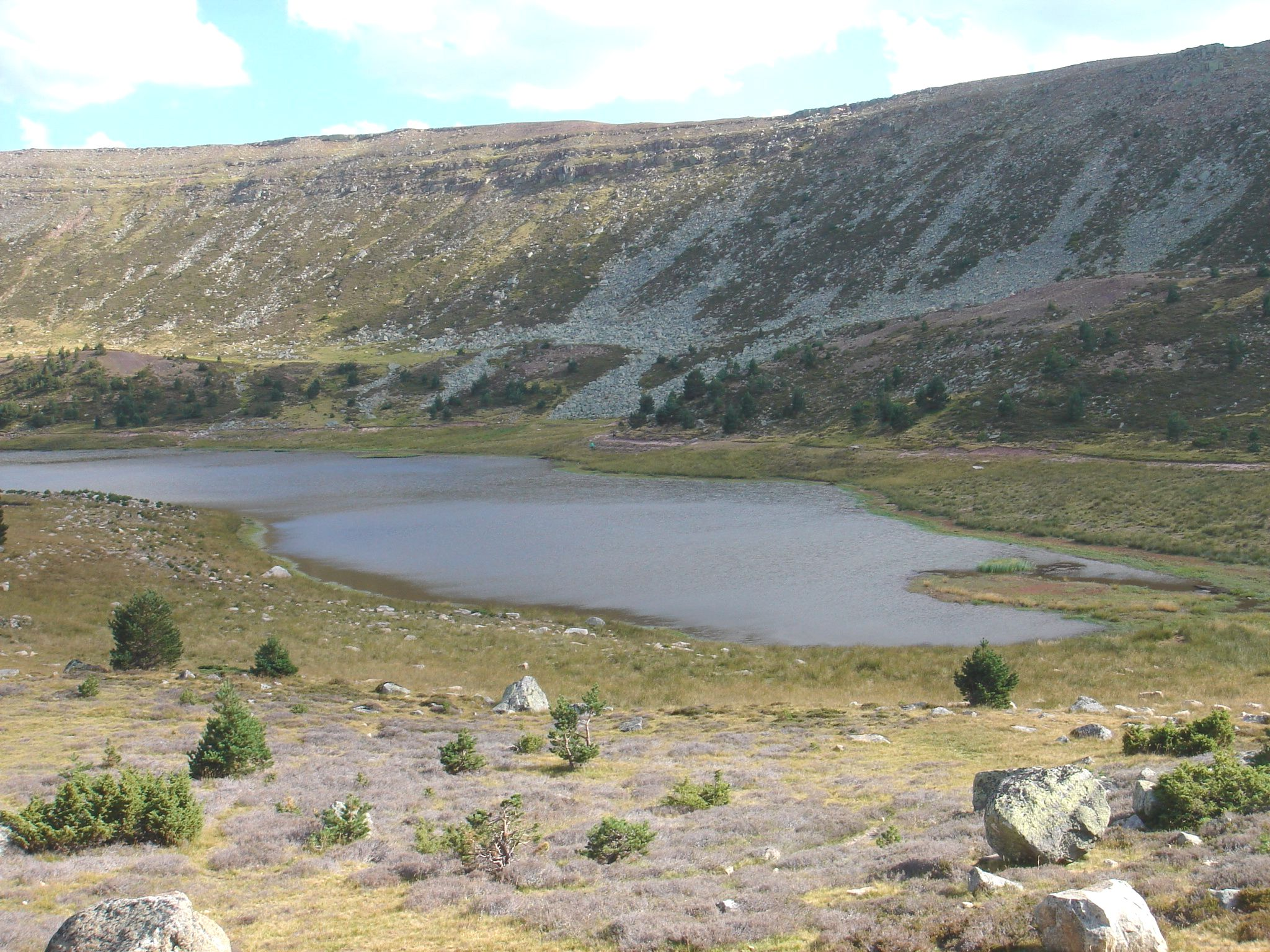

42°2′44″N 3°3′20″W / 42.04556°N 3.05556°W
內拉山脈（西班牙語：Sierra de Neila），是西班牙的山脈，位於該國北部卡斯蒂利亞-萊昂自治區的布爾戈斯省，屬於伊比利亞山脈的一部分，最高點海拔高度2,049米。